# Keith Rowley
Keith Christopher Rowley (Mason Hall, Trinidad y Tobago, Indias Occidentales Británicas; 24 de octubre de 1949) es un político trinitense. Desde el 9 de septiembre de 2015 hasta el 16 de marzo de 2025 ocupó el cargo de primer ministro de Trinidad y Tobago.

## Biografía
Rowley nació en Mason Hall, en la isla de Tobago. Estudió geología, con especialización en geoquímica en la Universidad de las Indias Occidentales, en Jamaica. Ingresó por primera vez al parlamento en 1987, y se ha desempeñado en varios ministerios. Tras la derrota del Movimiento Nacional del Pueblo en las elecciones generales de 2010 fue nombrado líder de la oposición del país, cargo que ocupó hasta 2015. En las elecciones generales de 2015, su partido ganó con el 52 % de los votos, por lo que él asumió como primer ministro.
Durante su gobierno, el 5 de febrero de 2022, la guardia costera de Trinidad y Tobago disparó contra una embarcación de inmigrantes venezolanos al intentar detenerla, matando a un bebé de nueve meses e hiriendo a su madre. La guardia costera alegó que los disparos se efectuaron "en legítima defensa". Rowley calificó la acción como "legal y apropiada".